# Larribar-Sorhapuru
Larribar-Sorhapuru (Larribarre-Sorhapürü in basco) è un comune francese di 196 abitanti situato nel dipartimento dei Pirenei Atlantici nella regione della Nuova Aquitania.

## Società

### Evoluzione demografica
Abitanti censiti